# بهگود گیتا

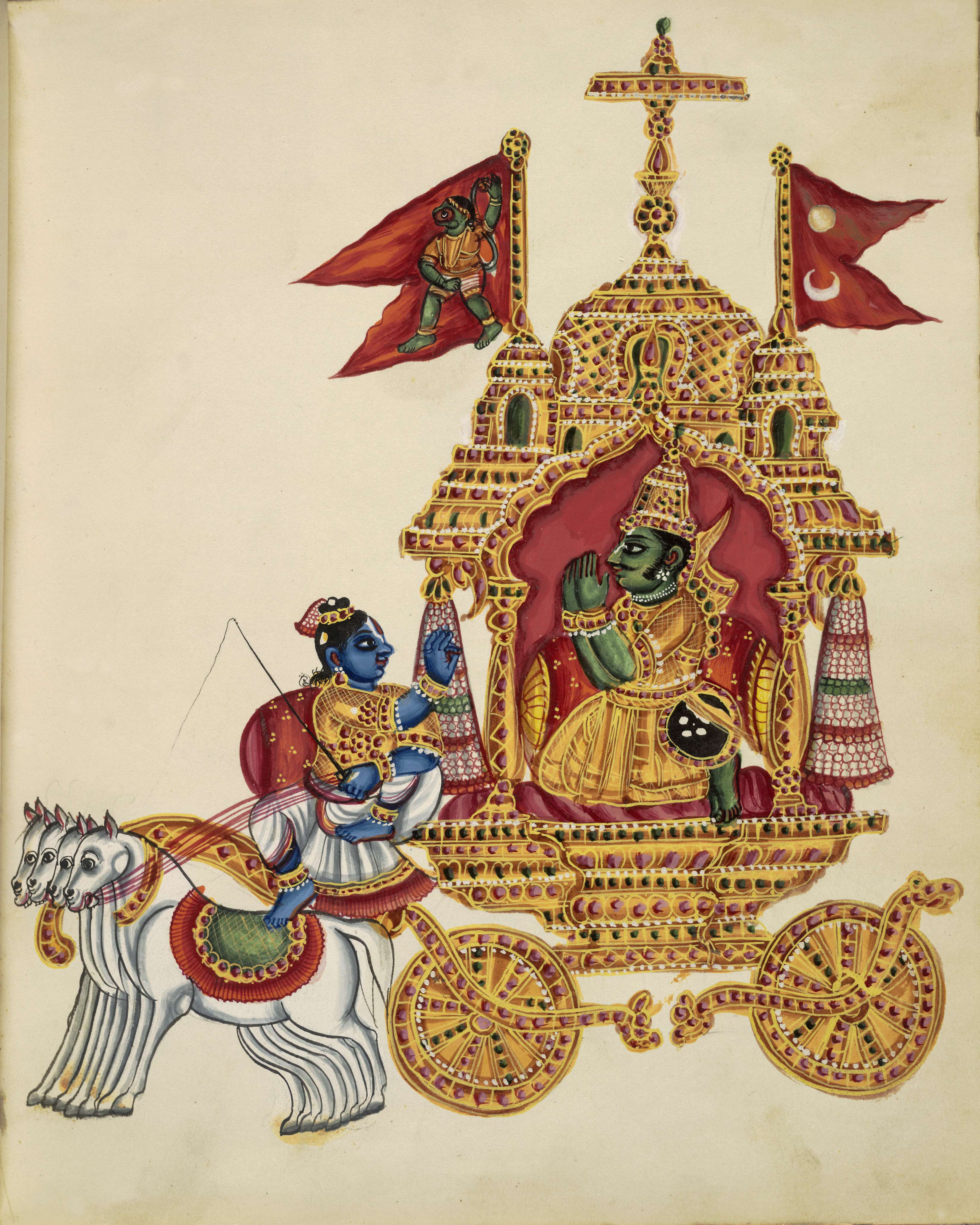
کریشنا و ارجن در کوروکشترا، ج. نقاشی 1830

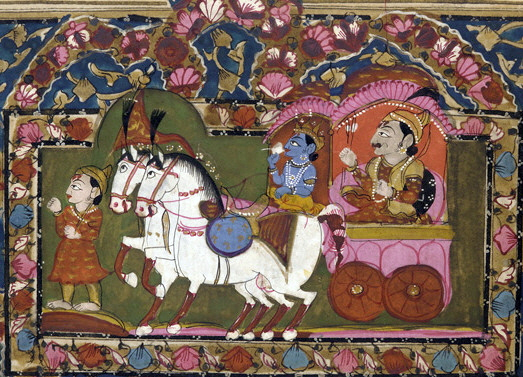
ارجن و شری کریشنا سوار بر ارابه خود در نبرد کوروشترا، نقاشی سده هیجدهم و نوزدهم

بْهَگَوَدْ گِیتَا، یا شْرِیمَدْ بْهَگَوَدْ گِیتَا (سانسکریت: श्रीमद्भगवद्गीता، آوانگاری: Śrīmad-Bhagavad-Gītā، ت. «آهنگ خدا») مهم‌ترین و اسرارآمیزترین بخش حماسه هندی موسوم به مهاباراتا است که از دو کلمهٔ بهَگَوان به معنی خداوند و گیتا به معنی سرود و نغمه تشکیل شده و شامل ۱۸ فصل و دربرگیرنده حدود ۷۰۰ بیت می‌باشد.
این کتاب گفتگوی کریشنا (یکی از خدایان هند) و سربازی به نام ارجن را لحظاتی پیش از نبرد تاریخی و عظیم کوروشترا بر سر حکومت بر هند نقل می‌کند. آرجونا به عنوان بزرگ‌ترین کمانگیر زمان خود هنگامی که خویشاوندان خود را در ردیف سربازان ارتش مقابل نظاره می‌کند، از تصور کشتن آن‌ها دچار انزجار و تردید شده، در حالت غم و افسردگی فرومی‌رود. در این هنگام کریشنا همدم وی می‌شود و پس از نفی یکی‌یکی دلایل غصه آرجونا، وی را در باب مسائلی بنیادی همچون آفرینش جهان، سرنوشت انسان، سرشت ایزدی، راه‌های رسیدن به آسمان، گونه‌های مختلف یوگا، آرامش ذهن وعدم تعلق به اشیاء دنیوی آموزش می‌دهد. سرانجام با آشکار کردن شکل ایزدی خود به آرجونا نشان می‌دهد که چطور تمام سربازان ارتش مقابل حتی پیش از آغاز جنگ توسط خود کریشنای سرور کشته شده‌اند و آرجونا و دیگران فقط ابزار هستند. هنگامی که توهم آرجونا با این آموزه‌ها زدوده می‌شود، لرد کریشنا به وی دستور کشتن تمام ارتشیان مقابل از جمله پدر جد عزیزش بیشما و معلم محبوبش دروناچاریا را می‌دهد.
این کتاب شامل فصول بیست و پنجم تا چهل و دوم بخش ششم حماسه مَهاباراتا (موسوم به کتاب بیشما) به‌طور جداگانه یکی از کتب مقدس آیین هندو و مهم‌ترین متن تاریخی ادبی و فلسفی دنیا شمرده می‌شود.
باگاوادگیتا که در اصل به سانسکریت بوده بارها به زبان‌های گوناگون ترجمه شده‌است. ترجمه‌های مختلفی نیز به فارسی از این کتاب وجود دارد که نخستین آن‌ها توسط محمد داراشکوه در سده ۱۳، به عنوان فصلی از مهابهاراتا، انجام شده‌است.

## پیش‌درآمد
براساس متن مَهاباراتا دو برادر، دیریتاراشترا و پندو پادشاهی سرزمین هستیناپورا را به ارث می‌برند. مادر دیریتاراشترا به هنگام نکاح با حکیم خدازاد، ویاسه، از ترس چهره وی چشمانش را بسته بود و در نتیجه فرزند آنان (دیریتاراشترا) نابینا زاده می‌شود. از این رو برادرش پندو وارث پادشاهی می‌گردد و پسران وی، یودیشتیرا، بیما، ارجن، ناکولا و سَهدِوا سران خاندان پندواس را تشکیل می‌دهند که به راستی و درستکاری مشهور می‌شود. از آن سو پسران دیریتاراشترا، که افزون بر صد تن بودند، خاندان کارواس را تشکیل می‌دهند که عموماً به بی‌رحمی و هوس‌رانی گرایش داشتند. هنگامی که پندو در جوانی درمی‌گذرد، پندواس‌های یتیم تحت قیومت عموی خود دیریتاراشترا، با کارواس‌ها در یک خانه و تحت آموزش آموزگاران یکسان بزرگ می‌شوند. در این بین بیشما، پدرجد خاندان مسئولیت مراقبت از آن‌ها و پاکمرد خدازاد، دوروناچاریا، وظیفه آموزش شگردهای جنگاوری به بچه‌ها را عهده‌دار شدند. هر پنج پندواس به جنگجوهای بی بدیل و جوانمردی تبدیل شدند که آرجونا سرآمد آنان بود. کارواس‌ها و به‌خصوص سردسته مکارشان، دوریودانا، از فرط بخل و حسد به پندواس‌ها مدام اسباب آزار و نابودی ایشان را فراهم می‌کردند. در هنگام تاج‌گذاری ارشد پندواس‌ها (یودیشتیرا) به عنوان وارث شاهنشاهی، دوریودانا با مکر و حیله‌ای دور و دراز مانع شد و خود و برادرانش قدرت را قبضه کردند. این رویداد سبب آشوب بین دو خاندان گردید و تلاش بزرگان و خردمندان، به‌ویژه کریشنای سرور، برای برقراری آشتی بی‌ثمر ماند. در حالیکه امید به صلح کمرنگ می‌شد، شبح جنگی عظیم از دور نمایان می‌شد. سران نظامی دو خاندان، آرجونا و دوریودانا، هر دو سعی در جلب پشتیبانی کریشنا نمودند که صاحب نیرومندترین ارتش بود. کریشنا تجسم انسانی خداوند و بزرگ‌ترین آموزگار یوگاست. سرانجام هنگامی که مأموریت وی برای صلح شکست می‌خورد آغاز جنگ را فرمان می‌دهد و در پاسخ درخواست آرجونا و دوریودانا اعلام می‌کند که ارتشش را به یکی از آن‌ها می‌دهد و دیگری را در جنگ، به عنوان مشاور و همدم همراهی خواهد کرد بی‌آنکه خود هیچ دخالتی در جنگ کند. دوریودانا ارتش را انتخاب کرد و آرجونا همدمی را. در پاسخ به دعوی دو خاندان، از تمام تبارها و سرزمین‌های سرتاسر شاهنشاهی، جنگجوها، شهسواران، شاهزادگان و پادشاهان، همه و همه به ارتش‌های دو طرف پیوستند و در دشت مقدسی به نام کوروشترا، در برابر هم صف‌آرایی کردند. دشت کوروشترا محل پیشکش نذورات و قربانی‌ها برای خدایان بود و گفته می‌شد همه رازهای آفرینش در آن مدفون است.

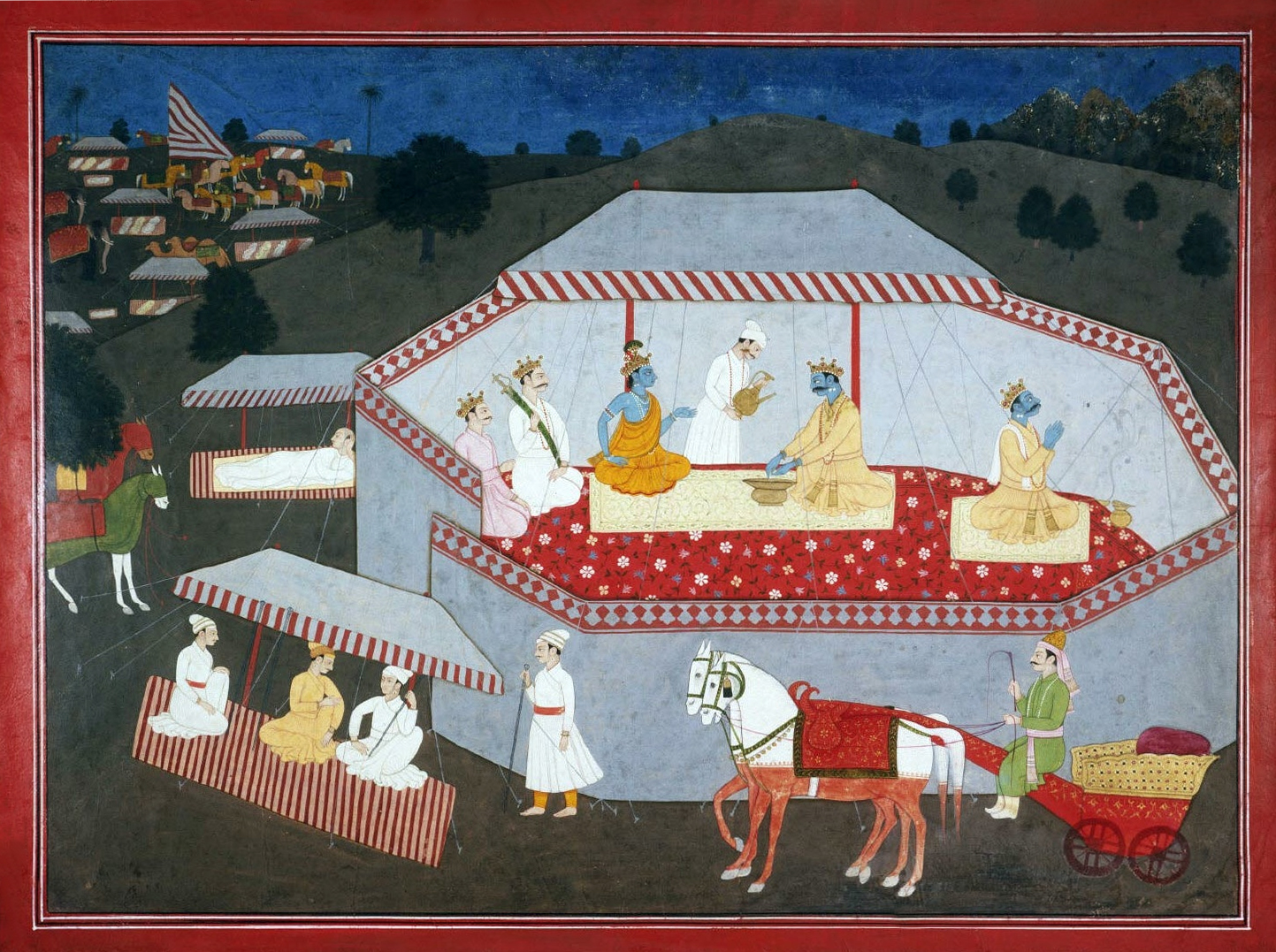
آرجونا ارتش را انتخاب می‌کند، نقاشی قرن هیجدهم

 دیریتاراشتترا، قیم نابینای شاهنشاهی، که به علت وابستگی بیش از اندازه به فرزندانش چشم بصیرت خود را نیز از دست داده بود، هنگامی که مطلع می‌شود لرد کریشنا به عنوان همدم و مشاور، ارابه آرجونا را در جنگ هدایت خواهد نمود، فوراً از بابت پیروزی پسرش دوریودانا دچار تردید می‌شود و از بیم آنکه مبادا دوریودانا، تحت تأثیرات معنوی دشت کوروشترا، حاضر به تسلیم نیمی از شاهنشاهی به پندواس‌ها شود، طالب نظارت بر جنگ می‌شود. ویاسا، حکیم خدازاد دربار، پیشنهاد بخشیدن چشمی خارق‌العاده را به وی می‌کند که با آن تمام رویدادهای گذشته، حال و آینده رویت می‌شد. اما دیریتاراشترا که تاب دیدن صحنه‌های کشته شدن فرزندانش در جنگ را ندارد پیشنهاد را رد می‌کند و به جای وی، منشی‌اش، سَنجایا مشمول این لطف ویاسا می‌شود. به واسطه این قدرت خدائی، حوادث جنگ در قلب سنجایا آشکار می‌شود. داستان بهگود گیتا از سؤال دیریتاراشترا از سنجایا، در باب رویدادهای جنگ آغاز می‌شود.